# 珀特雷泰
珀特雷泰，是匈牙利佐洛州所辖的一个村，总面积14.12平方公里，总人口264，人口密度18.7人/平方公里（2010年1月1日）。